# Susanna Martinková
Susanna Martinková (n. Praga, 19 de abril de 1946) es una actriz checa, principalmente activa en Italia.

## Biografía
Martinkova debutó a los 16 años como actriz principal en Letos v zari (1963). Tras varias apariciones cinematográficas y escénicas, en 1967 se trasladó a Italia para protagonizar una película de guerra dirigida por Carlo Lizzani, Sagapò, que al final fue cancelada. Más tarde Martinkova protagonizó una serie de películas y obras de televisión, a veces en papeles principales. Después de su retiro de la industria cinematográfica, en la década de 1990, trabaja como enóloga.